# Nova Erechim
Nova Erechim est une ville brésilienne située dans la mésorégion Ouest de Santa Catarina, dans l'État de Santa Catarina.

## Généralités
Erechim est un mot d'origine kaingang signifiant « petit champ » en français.

## Géographie
Nova Erechim se situe par une latitude de 26° 54′ 09″ sud et par une longitude de 52° 54′ 21″ ouest, à une altitude de 462 mètres.
Sa population était de 4 275 habitants au recensement de 2010. La municipalité s'étend sur 64 km2.
Elle fait partie de la microrégion de Chapecó, dans la mésorégion Ouest de Santa Catarina.

## Villes voisines
Nova Erechim est voisine des municipalités (municípios) suivantes :
- Águas de Chapecó
- Águas Frias
- Coronel Freitas
- Nova Itaberaba
- Pinhalzinho
- Saudades